# Alice in Chains (album)
Cet article concerne l'album. Pour le groupe homonyme, voir Alice in Chains.
Albums de Alice in Chains
Jar of Flies
(1994) Unplugged
(1996)
Singles
1. Grind
Sortie : 6 octobre 1995
2. Heaven Beside You
Sortie : décembre 1995
3. Again
Sortie : février 1996

Alice in Chains est le troisième album studio du groupe de rock éponyme. Il est sorti le 21 novembre 1995 sur le label Columbia Records et a été produit par Toby Wright et le groupe. L'album est également surnommé Tripod en raison de sa pochette qui représente un chien amputé d'une patte.
Bien qu'il ne connaisse pas le même succès que son prédécesseur Dirt, l'album est certifié double disque de platine aux États-Unis, sans tournée de promotion.
Les fans du groupe considèrent Alice in Chains comme le plus sombre de la discographie du groupe, en raison de ses tempos lents et lourds et des paroles morbides dans les chansons Grind, Head Creeps et Frogs.
À l'exception de Grind, Heaven Beside You et Over Now, les paroles ont toutes été écrites par Layne Staley, qui réalise son dernier album avec le groupe, sept ans avant sa disparition en 2002.

## Genèse

### Contexte
Alice in Chains est un groupe originaire de Seattle, dans l'État de Washington, créé par le guitariste Jerry Cantrell et le chanteur Layne Staley et qui est sous contrat avec Columbia Records, une maison de disque américaine appartenant au groupe japonais Sony Music Entertainment. Le groupe acquiert une renommée internationale grâce à l'album Dirt, et le premier single sorti pour promouvoir l'album, Would?, devient l'un des représentants les plus populaires du rock des années 1990. Après la sortie de l'album Jar of Flies en 1994, le groupe entreprend une série de concerts aux États-Unis et au Japon. Après cette tournée, le chanteur Layne Staley entre en cure de désintoxication en raison de sa dépendance à l'héroïne. En juillet, le groupe est censé participer à une tournée conjointe avec Metallica et Suicidal Tendencies mais quelques jours avant la première date, Staley rechute, ce qui force le groupe à annuler sa participation. Alice in Chains connaît alors une suite de conflits internes. Des rumeurs commencent à apparaître dans la presse, notamment autour du chanteur. La toxicomanie de Staley devient le sujet majeur de nombreux textes.
Tandis que le groupe est officiellement en pause, les musiciens se consacrent à des projets musicaux secondaires. Jerry Cantrell enregistre la chanson I've Seen All This World I Care to See sur un album hommage dédié à Willie Nelson, et commence à préparer l'enregistrement de son premier album solo. Sean Kinney apparaît en duo avec Johnny Cash sur la chanson Time of Preachen parue sur l'album Twisted Willie, dédié également à Willie Nelson. Dans le même temps, le bassiste Mike Inez rejoint le groupe Slash's Snakepit qui enregistre son premier album studio, It's Five O'Clock Somewhere, et prépare une tournée pour promouvoir la sortie. En janvier 1995, Cantrell, le bassiste Mike Inez et le batteur Sean Kinney commencent à travailler sur ce qu'a écrit Cantrell. Au printemps 1995, Staley est invité à revenir dans le groupe. Jerry Cantrell réserve trois mois au Bad Animals Studio ; Staley déclare : « nous avons commencé à nous diviser et à partir dans des directions différentes, et nous avons eu l'impression de nous trahir mutuellement. »

### Enregistrement et production
Le travail sur l'album commence en avril 1995 au Bad Animals Studio à Seattle. La production est dirigée par Toby Wright, qui a auparavant collaboré avec des groupes comme Slayer et Corrosion of Conformity. Une collaboration avec Dave Jerden s'avère impossible en raison d'un conflit avec Staley survenu pendant l'enregistrement de l'album Dirt en 1992. Une grande partie du matériel est composée à un moment où Cantrell prépare un premier album solo. Pendant les enregistrements, une radio réussit à se procurer et à diffuser une version de travail de Grind, qui est ensuite diffusée sur les plus importantes stations de radio. L'enregistrement se termine en août 1995.
La production et le mixage sont dirigés par Toby Wright, le mastering par Stephen Marcussen au Marcussen Mastering Studio, tandis que Tom Nellen est l’ingénieur du son.

## Musique

### Paroles et compositions

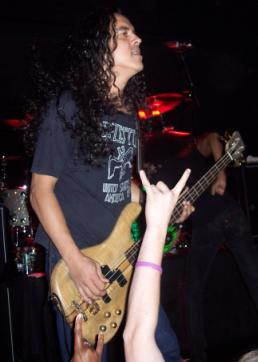
L'album Alice in Chains est le premier album studio avec le bassiste Mike Inez.

La plupart des compositions sont écrites par Cantrell à un moment où il prépare également la musique de son premier album solo. En raison de son atmosphère sombre et déprimante, Alice in Chains est très souvent considéré comme une continuation de l'album très bien accueilli Dirt. L'album est dominé par des compositions aux sonorités heavy metal, basées sur des riffs de guitares lourds et lents, sur des accordages graves avec des éléments mélancoliques, psychédéliques et un son « sale » issu du grunge, employant ainsi l'atonalité dans la plupart des morceaux, créant une ambiance typiquement doom metal voire sludge metal. Cette fois, par rapport aux précédents albums du groupe, il n'y a pas de domination écrasante quand il s'agit de composer de la musique ; le groupe s'appuie moins sur les riffs metal et plus sur la mélodie et des arrangements aux textures variées, intégrant sur certains titres des ambiances acoustiques plus délicates issues de Sap et Jar of Flies.
Les chansons sont écrites par Cantrell, Inez et Kinney à l'exception de Head Creeps, écrite par Staley. Il s'agit de la troisième chanson composée par le chanteur après Hate to Feel et Angry Chair. Jon Wiederhorn du magazine Rolling Stone décrit un album « libérateur et enrichissant », aux chansons « surprenantes et étonnantes. » Cantrell déclare à propos de l'album : « Notre musique est un exemple de prendre quelque chose de laid et de la rendre plus belle. » Les paroles sur l'album sont presque entièrement écrites par Layne Staley. Le sujet de l'album est une sorte de continuation de l'album Dirt. Un journaliste, qui décrit l'album, déclare[réf. nécessaire] :  « Si Dirt c'est les souffrances quotidiennes et la colère provoquées par la dépendance, la trahison et l'hypocrisie, c'est Alice in Chains qui documente les conséquences désagréables du conflit, en essayant de rassembler les morceaux. » L'album est dominé par les textes traitent de sujets tels que la toxicomanie, la solitude, la mort et la dépression.
Cantrell commente, en marge des paroles figurant sur l'album, que le texte de Grind est adressé à tous les journalistes qui ont répandu sur le groupe et sur le chanteur des rumeurs et informations inexactes. La chanson Heaven Beside You, écrite par Cantrell, se réfère à une relation : le musicien s'est séparé après sept ans de vie commune, tandis que Modèle:Shame in You voit Staley évoquer l'échec de sa relation avec Demri Parrott (qui mourra d'overdose l'année suivante). Le texte de Over Now évoque aussi des relations, et beaucoup de fans, à sa sortie, l'ont vu comme un signe avant-coureur de la fin du groupe. Le single Again écrit par Staley parle de la possibilité de pardon pour les erreurs qu'il a commises auparavant. La chanson God Am parle de la foi en l'existence de Dieu. Les paroles de la composition Head Creeps et Sludge Factory dans son ensemble sont consacrées à la toxicomanie.
Sludge Factory (un surnom donné par le groupe à Columbia Records), So Close et Nothin' Song sont inspirées des conditions délicates dans lesquelles l'album a été enregistré, le groupe ne supportant pas la pression médiatique, de leur label, et de leur public, et étant également sujet aux errances d'un Staley toujours en proie à la toxicomanie, le chanteur semblant même admettre son incapacité à lutter contre celle-ci dans Frogs.

### Pochette
La pochette de l'album est une photographie sans texte ni titre qui montre un chien qui n'a que trois pattes. Le dos de l'album, à droite de la liste des titres et des mentions d'édition, montre Frank Lentini, un homme avec trois jambes. La conception de la pochette a été réalisée par Doug Erb. Le boîtier du format CD existe en différentes nuances de couleurs transparentes : une version est violette, une seconde est grise et une troisième jaune-vert. Le format cassette audio a été également publié en deux couleurs. En outre, l'album est également sorti sous forme de disque vinyle avec sur la première face les pistes 1 à 6 et sur la deuxième les pistes 7 à 12.

## Liste des titres
| No  | Titre             | Paroles        | Musique                          | Durée |
| --- | ----------------- | -------------- | -------------------------------- | ----- |
| 1.  | Grind             | Jerry Cantrell | Cantrell                         | 4:44  |
| 2.  | Brush Away        | Layne Staley   | Cantrell, Mike Inez, Sean Kinney | 3:22  |
| 3.  | Sludge Factory    | Staley         | Cantrell, Kinney                 | 7:12  |
| 4.  | Heaven Beside You | Cantrell       | Cantrell, Inez                   | 5:27  |
| 5.  | Head Creeps       | Staley         | Staley                           | 6:28  |
| 6.  | Again             | Staley         | Cantrell                         | 4:05  |
| 7.  | Shame In You      | Staley         | Cantrell, Kinney                 | 5:35  |
| 8.  | God Am            | Staley         | Cantrell, Inez, Kinney           | 4:08  |
| 9.  | So Close          | Staley         | Cantrell, Kinney                 | 2:45  |
| 10. | Nothing Song      | Staley         | Cantrell, Kinney                 | 5:40  |
| 11. | Frogs             | Staley         | Cantrell, Inez, Kinney           | 8:18  |
| 12. | Over Now          | Cantrell       | Cantrell, Kinney                 | 7:03  |

Pistes bonus version japonaise
Toutes les paroles sont écrites par Staley, toute la musique est composée par Cantrell.
| 13.     | Again (Tattoo of Pain Mix)                  | 4:03 |
| 14.     | Again (Jungle Mix) (also known as Club Mix) | 4:08 |
| 1:12:59 |                                             |      |

## Parution et accueil
Le 6 octobre 1995, le groupe sort la version studio de la chanson Grind sur les ondes radio via liaison satellite. L'album sort le 7 novembre 1995 chez Columbia. L'album, simplement nommé Alice In Chains, devait initialement s'intituler Tripod.[réf. nécessaire]
Dès sa sortie, l'album est classé en tête des chartes américains Billboard 200. Il s'agit du deuxième album dans la discographie du groupe à atteindre les premières places du Billboard avec l'EP Jar of Flies sorti un an plus tôt. En outre, le disque a atteint la cinquième place sur les chartes australiens ARIA Charts. L'album est globalement bien accueilli par la presse spécialisée. Le magazine Rolling Stone décrit l'album comme une « renaissance musicale » pour le groupe tandis que le New York Times note que l'album, par opposition à la caractéristique d'interférence brute de la musique grunge, présente une musique soigneusement délimitée. L'éditeur prône l'album grâce aux trois singles Grind, Heaven Beside You et Again. La première chanson atteint la septième place aux Mainstream Rock Tracks. Les trois chansons du groupe bénéficient d'ailleurs d'un clip vidéo ; le premier est réalisé par Rocky Schenck, Heaven Beside You est réalisé par Frank W. Ockenfels III, et Again est réalisé par Paul Fedor et Layne Staley. Les chansons Grind et Again sont consécutivement nommées, en 1996 et 1997, aux Grammy Awards dans la catégorie meilleure performance hard rock, et le clip Again est également nommé aux MTV Video Music Awards dans la catégorie meilleure vidéo hard rock.
Malgré les critiques favorables, le groupe abandonne la tournée de promotion de l'album : cette décision est due à l'état de santé du chanteur Layne Staley, fortement dépendant à l'héroïne. Cantrell répond dans une interview, à propos de la raison de l'annulation de la tournée, que la toxicomanie de Staley conduit à de fréquents conflits dans le groupe. Il mentionne également que le groupe n'en est pas à la première période difficile de sa carrière. Le 4 mars 1997, l'album est certifié double disque de platine pour avoir été écoulé à plus de deux millions d'exemplaires aux États-Unis. Les chansons Brush Away, Head Creeps, Shame In You, So Close et Nothin 'Song n'ont jamais été jouées en concert.

## Membres
Alice in Chains
- Layne Staley : chant, guitare rythmique (piste 1 et 5), chœurs (1, 4 et 12)
- Jerry Cantrell : guitare rythmique, guitare solo, chant (pistes 1, 4 et 12), chœurs, chœurs
- Sean Kinney : batterie
- Mike Inez : guitare basse, chœurs (piste 6)

Production
- Enregistrement : de avril à août 1995 à Bad Animals studio, à Seattle
- Producteur : Toby Wright
- Mixage : Toby Wright au Electric Lady Studios, New York
- Mastering : Stephen Marcussen à Marcussen Mastering Studio, Hollywood
- Ingénieur du son : Tom Nellen
- Assistant ingénieur du son : Sam Hofstedt
- Direction artistique: Marie Maurer
- Conception : Doug Erb
- Gestion : Kelly Curtis, Susan Argent
- Arrangement : Jerry Cantrell, Mike Inez, Sean Kinney, Layne Staley
- Paroles : Layne Staley, Jerry Cantrell

## Charts et certifications
| Pays             | Durée du classement | Meilleur classement |
| ---------------- | ------------------- | ------------------- |
| Allemagne        | 4 semaines          | 93e                 |
| Australie        | 10 semaines         | 5e                  |
| Canada           | 24 semaines         | 5e                  |
| États-Unis       | 46 semaines         | 1er                 |
| Finlande         | 6 semaines          | 13e                 |
| France           | 1 semaine           | 40e                 |
| Norvège          | 2 semaines          | 11e                 |
| Nouvelle-Zélande | 4 semaines          | 28e                 |
| Pays-Bas         | 4 semaines          | 75e                 |
| Royaume-Uni      | 2 semaines          | 37e                 |
| Suède            | 5 semaines          | 11e                 |

| Pays                  | Certification | Ventes      | Date       |
| --------------------- | ------------- | ----------- | ---------- |
| Canada (Music Canada) | Platine       | 100 000 +   | 18/01/1996 |
| États-Unis (RIAA)     | 2 × Platine   | 2 000 000 + | 04/03/1997 |
| Royaume-Uni (BPI)     | Argent        | 60 000 +    | 17/07/2020 |

### Singles
| Année | Single            | Chart                  | durée du classement | Position |
| ----- | ----------------- | ---------------------- | ------------------- | -------- |
| 1995  | Grind             | Mainstream Rock Tracks | 16 semaines         | 7e       |
| 1995  | Grind             | Alternative Songs      | 13 semaines         | 18e      |
| 1995  | Grind             | RPM Top Singles        | 12 semaines         | 53e      |
| 1995  | Grind             | UK Singles Chart       | 2 semaines          | 23e      |
| 1995  | Heaven Beside You | Rock Tracks            | 26 semaines         | 3e       |
| 1996  | Heaven Beside You | Radio songs            | 11 semaines         | 52e      |
| 1996  | Heaven Beside You | Alternative Songs      | 18 semaines         | 6e       |
| 1996  | Heaven Beside You | UK Singles Chart       | 2 semaines          | 35e      |
| 1996  | Again             | Mainstream Rock Tracks | 26 semaines         | 8e       |
| 1996  | Again             | Alternative Songs      | 6 semaines          | 36e      |